# Bryshon Nellum
Bryshon Nellum (Los Angeles, 1 de maio de 1989) é um atleta norte-americano, especialista nos 400 metros.
Foi medalha de ouro nos 4x400m no Mundial Júnior de 2006.
Em 2012 ficou em 3º nas seletivas americanas dos 400m, obtendo vaga para o revezamento 4x400m e para os 400m, em Londres 2012.